# Wolfgang de Anhalt-Köthen

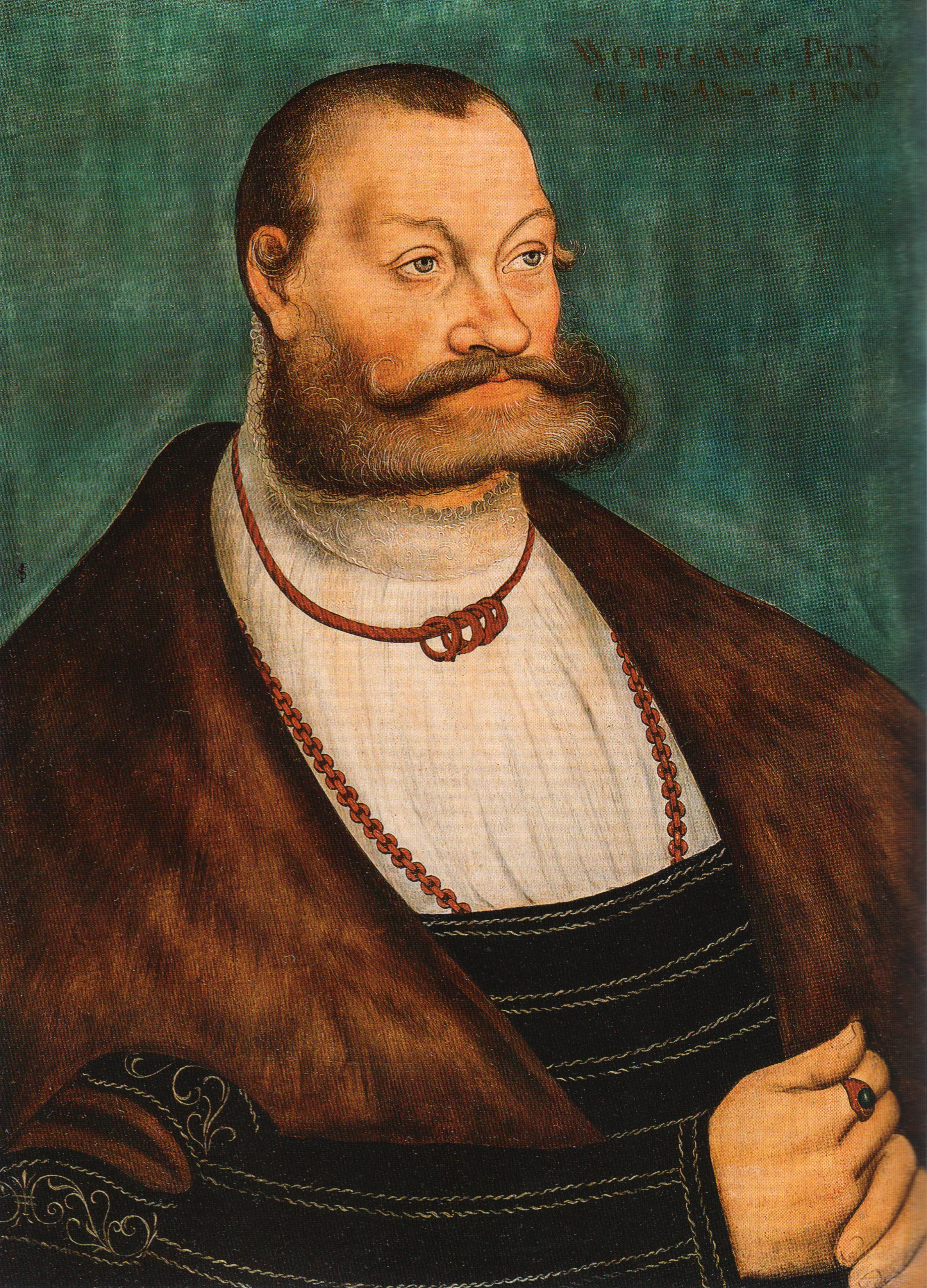
Wolfgang von Anhalt-Köthen (1492-1566).

El príncipe Wolfgang de Anhalt-Köthen (1 de agosto de 1492 en Köthen - 23 de marzo de 1566 en Zerbst) fue un príncipe alemán de la Casa de Ascania y gobernante del principado de Anhalt-Köthen. Fue uno de los primeros gobernantes Protestantes en el Sacro Imperio Romano Germánico.
Era el segundo hijo varón (pero el mayor superviviente) del Príncipe Waldemar VI de Anhalt-Köthen, con su esposa Margarita, hija del Conde Gunter XX de Schwarzburgo y Señor de Arnstedt.

## Biografía
En 1500, con solo ocho años de edad, Wolfgang fue admitido en la Universidad de Leipzig, y en 1508, con dieciséis años, su padre falleció.  Wolfgang asumió entonces el gobierno del principado con residencia en Köthen. Wolfgang tuvo la oportunidad de conocer a Martín Lutero en la Dieta de Augsburgo en 1521. Posteriormente dijo que "le había ganado el corazón" después de oírle hablar. Con la ayuda de Lutero, Wolfgang introdujo la Reforma en Anhalt-Köthen (1525) y en Anhalt-Bernburg (1526), que los hizo el segundo y el tercer país en el mundo (después del Electorado de Sajonia) en adoptar el Protestantismo oficialmente. En 1526 Wolfgang se unió en una alianza defensiva con otros estados Evangélicos contra el emperador Carlos V; esta fue un preludio directo de la posterior Liga de Esmalcalda. Wolfgang fue también uno de los seis príncipes quienes, el 19 de abril de 1529, como representantes de la minoría Protestante en el Dieta Imperial, redactó la Protesta de Speyer que pedía a la Dieta retirar la prohibición imperial (en alemán: Reichsacht) contra Lutero, así como la proscripción de su obra y enseñanzas, y llamando a la expansión sin obstáculos de la fe Evangélica. En 1530 firmó la Confesión de Augsburgo en la Dieta de Augsburgo. En 1534 Wolfgang ordenó las primeras inspecciones a iglesias (en alemán: Kirchenvisitationen) en Anhalt-Köthen, expropió las posesiones de la Iglesia católica, y las entregó a las municipalidades.
En 1544 renunció a sus derechos sobre Anhalt-Dessau en favor de sus primos, pero retuvo sus derechos sobre Anhalt-Bernburg, donde amplió el castillo existente en 1538 mediante el ala de Wolfgang que lo hizo el mayor castillo Renacentista en el Norte de Alemania. Cuando la vieja fortaleza de Köthen fue destruida por un incendio en 1547, hizo de Bernburg su residencia permanente. Ese año, participó en la Batalla de Mühlberg y fue proscrito por ello por el emperador. Wolfgang se refugió en Sajonia y fue elegido Gobernador de Magdeburgo en 1551 por el Elector Mauricio. En 1552 fue liberado de la proscripción bajo los términos de la Paz de Passau y fue restaurado en sus territorios.
En 1562, sin embargo, cedió todos sus territorios a sus primos, manteniendo solo Coswig. En 1564 se trasladó a Zerbst, donde murió dos años más tarde, soltero y sin descendencia.
| Predecesor: Waldemar VI | Príncipe de Anhalt-Köthen 1508-1562 | Sucesor: Joaquín Ernesto y Bernardo VII |

- Datos: Q317002
- Multimedia: Wolfgang, Prince of Anhalt-Köthen / Q317002